# Justicia tenuissima
Justicia tenuissima är en akantusväxtart som beskrevs av Imlay. Justicia tenuissima ingår i släktet Justicia och familjen akantusväxter. Inga underarter finns listade i Catalogue of Life.